# Koprivna (Bresztovác)
Koprivna (1910 és 1981 között Koprivna Požeška) falu Horvátországban Pozsega-Szlavónia megyében. Közigazgatásilag Bresztováchoz tartozik.

## Fekvése
Pozsegától légvonalban 16, közúton 17 km-re, községközpontjától légvonalban 10, közúton 11 km-re északnyugatra, Szlavónia középső részén, a Psunj-hegység lejtőin, a Rudinska- és az Oraši-patak összefolyásánál fekszik.

## Története
A középkorban nemesi birtokként 1380-ban („Kopprinna”) és 1506-ban („Kwprina”) is említik. Részben a rudinai bencés apátságé volt, részben Podvers(i)a várához tartozott. Valószínűleg a középkori településnek a maradványait őrzik a határában található „Grančine” régészeti lelőhely középkori leletei. A helyiek által „Turska gradinának” nevezett középkori lelőhelyen vélhetően egykori erődítmény romjai találhatók. A falunak török uralom idején muzulmán lakossága volt, akik a felszabadítás során Boszniába távoztak, majd Boszniából érkezett pravoszláv vlachok telepedtek meg itt. 1698-ban „Koprivnicza” néven 4 portával szerepel a török uralom alól felszabadított szlavóniai települések összeírásában. Az első katonai felmérés térképén „Dorf Koprivna” néven látható. Lipszky János 1808-ban Budán kiadott repertóriumában „Koprivna” néven szerepel. Nagy Lajos 1829-ben kiadott művében „Koprivna” néven 19 házzal és 140 ortodox vallású lakossal találjuk. 1857-ben 125, 1910-ben 419 lakosa volt. 1910-ben a népszámlálás adatai szerint lakosságának 50%-a szerb, 45%-a magyar, 4%-a cseh anyanyelvű volt. Pozsega vármegye Pozsegai járásának része volt. Az első világháború után 1918-ban az új szerb-horvát-szlovén állam, majd később (1929-ben) Jugoszlávia része lett. 1991-ben lakosságának 93%-a szerb nemzetiségű volt. 2011-ben 7 lakosa volt.

## Lakossága
| Lakosság változása | Lakosság változása | Lakosság változása | Lakosság változása | Lakosság változása | Lakosság változása | Lakosság változása | Lakosság változása | Lakosság változása | Lakosság változása | Lakosság változása | Lakosság változása | Lakosság változása | Lakosság változása | Lakosság változása | Lakosság változása |
| ------------------ | ------------------ | ------------------ | ------------------ | ------------------ | ------------------ | ------------------ | ------------------ | ------------------ | ------------------ | ------------------ | ------------------ | ------------------ | ------------------ | ------------------ | ------------------ |
| 1857               | 1869               | 1880               | 1890               | 1900               | 1910               | 1921               | 1931               | 1948               | 1953               | 1961               | 1971               | 1981               | 1991               | 2001               | 2011               |
| 125                | 143                | 131                | 223                | 365                | 419                | 271                | 283                | 164                | 178                | 140                | 106                | 95                 | 70                 | 8                  | 7                  |

## Nevezetességei
A temetőben álló, Kisboldogasszony tiszteletére szentelt ortodox temploma eredetileg középkori épület, amelyet a 18. században barokk stílusban építettek át. Az egyhajós templom téglalap alaprajzú, kissé keskenyebb félköríves apszissal. A hajó fadongaboltozatos, a szentély pedig falazott félkupola, melyet sekélyen profilozott bordák tagolnak, amelyek felül összekapcsolódnak és az egész szentélyen végigfutó koszorún nyugszanak. A déli homlokzaton a portált félköríves profilozás és két ablak keretezi. A templomot nyeregtető, a szentélyt ívelt tető borítja. Az alacsony négyzet alakú fa harangtornyot barokk toronysisak borítja.
„Grančine” és „Turska gradina” középkori régészeti lelőhelyek.